# Oiceoptoma
Oiceoptoma — род жуков из семейства мертвое́дов.

## Описание
Продолговато-овальные плоские жуки. Окраска тёмная. Переднеспинка или её краевая часть оранжево-красного цвета. Голова, переднеспинка, щиток на верхней стороне покрыты редкими волосками, которые не скрывают основную окраску тела. Голова невытянутая. Она постепенно суживается позади глаз, на темени имеется поперечное вдавление. За глазами находится ряд длинных рыжих волосков. На плечевых углах надкрылий развиты зубчики. Вершины надкрылий у самцов закруглённые, а у самок — треугольно вытянуты. Крылья нормально развитые. Тазики средних ног широко расставлены.

## Ареал и виды
Голарктический род с 9 видами. 
- Oiceoptoma hypocrita (Portevin, 1903)
- Oiceoptoma inaequale (Fabricius, 1781)
- Oiceoptoma nakabayashii (Miwa, 1937)
- Oiceoptoma nigropunctatum (Lewis, 1888)
- Oiceoptoma noveboracense (Forster, 1771)
- Oiceoptoma picescens (Fairmaire, 1894)
- Oiceoptoma rugulosum (Portevin, 1903)
- Oiceoptoma subrufum (Lewis, 1888)
- Oiceoptoma thoracicum (Linnaeus, 1758) — Мертвоед красногрудый

## Биология
Жуки питаются на падали (трупами животных), а также гниющими грибами, забродившим древесным соком, встречаются также на экскрементах.